# Тритон окінавський
Тритон окінавський (Cynops ensicauda) — вид земноводних з роду Далекосхідний тритон родини саламандрові.

## Опис
Загальна довжина досягає 12,7—18 см. Спостерігається статевий диморфізм: самиці більші за самців. У самиці довжина хвоста набагато більше довжини решти тіла, на відміну від самця, у яких довжина хвоста приблизно дорівнює довжині решти тіла. Також статевий диморфізм виявляється у збільшеній клоаці у самців, особливо під час шлюбного періоду.
За своєю будовою схожий на японського вогняночеревного тритона. відрізняється від останнього більшими розмірам, довшим й стрункішим хвостом.
Забарвлення спини і боків чорне або темно—коричневе. Черево має помаранчево-червоний колір, основи лап того ж самого кольору, а кінцівки схожі за забарвленням з боками та спиною.

## Спосіб життя
Полюбляє рівнинні та гірські ліси, місцини біля водойм. Живиться різними комахами і їх личинками, дрібними ракоподібними, дощовими хробаками, равликами, слимаками.
Як захист від хижаків застосовує отруйні речовини, які виділяє шкіра цього тритона. При цьому скручується щось на кшталт кола.
Період розмноження триває з березня по липень, у деяких популяцій період може починатися вже в листопаді і триватиме до червня наступного року. Одночасно з початком сезону розмноження цей тритон переміщається до відповідних для розмноження водойм. Для цих цілей обирає стоячі або слабкопроточні водойми, ставки, рисові поля, болота або великі калюжі.
амиця за й раз відкладає до 200 яєць. Відкладені яйця часто поїдають інші тритони, змії, личинки бабок і личинки тритона Андерсона. Також часті випадки канібалізму. При недостатній кількості опадів і висиханні водойми або рисового поля популяції тритонів можуть загинути. Лише дуже мала частина личинок окінавського тритона після появи проходить стадію метаморфоза, що триває 3 місяці.
Тривалість життя — до 20 років.

## Розповсюдження
Поширений на островах Окінава і Амамі (Японія).